# Janina Juli i Pujol
Janina Juli i Pujol   (Pineda de Mar, 20 d'abril de 1989) és una política catalana, coneguda per ser l'esposa del 132è president de la Generalitat de Catalunya, Pere Aragonès.
Durant un temps va ser militant de la Joventut Nacionalista de Catalunya (JNC), originalment vinculada a Convergència Democràtica de Catalunya (CDC), però entre el 2016 i el 2020 es va vincular al PDeCAT i posteriorment a Junts per Catalunya, on va ocupar uns anys el càrrec de coordinadora de la denominada Regió 1, corresponent a la zona al voltant de Barcelona amb exclusió de la capital. El 2020, va passar a Esquerra Republicana de Catalunya (ERC), el partit del seu marit.
El 2017 es va casar a Argentona amb Pere Aragonès, amb qui el 2019 van tenir una filla anomenada Clàudia.